# Onthophagus phrutsaphaakhomus
Onthophagus phrutsaphaakhomus är en skalbaggsart som beskrevs av Masumoto 1992. Onthophagus phrutsaphaakhomus ingår i släktet Onthophagus och familjen bladhorningar. Inga underarter finns listade i Catalogue of Life.